# Madeleine Amgwerd
Madeleine Amgwerd (Biel/Bienne, 1 augustus 1946) is een Zwitserse politica voor de Christendemocratische Volkspartij (CVP/PDC) uit het kanton Jura.

## Biografie
Madeleine Amgwerd studeerde theologie. Vanaf 1999 zetelde ze in het Parlement van Jura, waarvan ze in 2003 voorzitster was. Vervolgens was ze van 1 december 2003 tot 2 december 2007 lid van de Kantonsraad.